# Yevlakh (rayon)
Yevlakh  ( azeri: Yevlax) é um dos cinqüenta e nove rayones do Azerbaijão. A capital é a cidade de Yevlakh.

## Território e população
Este rayon é possuidor uma superfície de 1.555 quilômetros quadrados, os quais são o lugar de uma população composta por umas 109.500 pessoas. Por onde, a densidade populacional se eleva a cifra dos 70,41 habitantes por cada quilômetro quadrado deste rayon.

## Economia
A região é produtora de algodão e de cereais, se criam aves de curral e bichos da seda. La indústria produz principalmente produtos de tabaco e bebidas alcoólicas como a genebra.